# Dragutin Peheim
Dragutin Peheim (Vukovar, 9. srpnja 1917. – Zagreb, 19. siječnja 2015.), hrvatski rukometaš, rukometni trener i rukometni dužnosnik.

## Životopis
Rođen u Vukovaru. Pohađao gimnaziju. Igrao je na prvome srednjoškolskom prvenstvu grada Zagreba u pobjedničkoj momčadi reprezentacije I. gimnazije, igrajući na mjestu pomoćnih red-halfova. 1940. godine igrao je u rukometnoj sekciji I. hrvatskog građanskog športskog kluba. Nakon I. gimnazije završio Pravni fakultet u Zagrebu. Završetkom srednjoškolskog obrazovanja, kao student skupa s Jerkom Šimićem osnovao je 1939. godine rukometnu sekciju pri Građanskom. Prestao je igrati rukomet nakon turnira u Berlinu zbog ozljede koljena. Bio je prvi izbornik reprezentacije Zagreba i predsjednik Hrvatskog rukometnog saveza (1941. – 1945.). 
Bio je izbornik rukometne reprezentacije NDH. Prva vježbovna trening-utakmica reprezentacije NDH održana je 12. listopada 1941. između dvije momčadi koje je sastavio Peheim.
Poslije rata službovao je u Pazinu, Pula (ujedno i instruktor rukometa), Daruvaru, gdje je radio kao pravnik. 1965. godine vratio se u Zagreb gdje je bio savjetnik pri Vrhovnom sudu Hrvatske sve do odlaska u mirovinu.